# Mitra do Bispo
A Mitra do Bispo é uma formação rochosa localizada no sul do estado de Minas Gerais, cujo cume lembra a mitra usada na cabeça pelos bispos. Está situada na ramificação norte da serra da Mantiqueira, denominada Serra da Aparecida. Faz divisa com os municípios de Alagoa, Bocaina de Minas e Aiuruoca. 